# Executer
Executer é uma banda brasileira de thrash metal formada em 1987 na cidade de Amparo, estado de São Paulo.

## Biografia
A formação inicial tinha Juca no vocal e baixo, Paulo e Elias nas guitarras e Beba na bateria. O primeiro registro do grupo foi em 1988, com a demo Prisioner of Darkness. Mais duas demos foram lançadas e em 1991 saiu o primeiro disco: Rotten Authorities, lançado pela Heavy Metal Maniac, atual Hellion Records. Muito bem recebido no Brasil e no exterior, fez parte do boom do thrash metal na década, que já registrava o sucesso mundial dos mineiros do Sepultura.
A saída do baterista Beba após o primeiro álbum interrompeu as atividades do Executer, com seus músicos fazendo parte de outros projetos musicais até o final  da década.
Em 2000 o Executer retorna com sua antiga formação, com o vocalista Juca passando as linhas do baixo para o antigo guitarrista Paulo. Com essa formação entram em estúdio para gravar seu segundo álbum, Psychotic Mind, lançado em 2003. Este lançamento impulsionou a carreira da banda, que abriu para bandas como U.D.O., Shaman e Exodus em 2004.
Em 2005 o primeiro trabalho do grupo, Rotten Authorities, foi relançado em CD, e em 2006 saiu o segundo disco, Welcome To Your Hell. Mais um hiato ocorreu entre 2007 e 2011, período em que o vocalista Juca foi morar no exterior.
Comemorando 25 anos de banda em 2012, o Executar realizou em Amparo o Executer Fest, oportunidade em que foi gravado o DVD 25 Years Thrashing Heads, lançado no ano seguinte. Seguiu-se em 2014 com o lançamento do quarto álbum, Helliday, que levou a banda a tocar pela primeira vez na Europa, onde realizaram 19 shows entre os meses de abril e maio.

## Integrantes
- Juca – Vocal
- Elias – Guitarra
- Paulo – Baixo
- Béba – Bateria

## Discografia
Álbuns
- Rotten Authorities (1991)
- Psychotic Mind (2003)
- Welcome to Your Hell (2006)
- Helliday (2014)

Demos
- Prisioner of Darkness (1988)
- Hate and Violence (1988)
- Demo Tape III (1989)

Compilações
- Panzer Fest 2 (2013) - split com as bandas Vulcano, Panzer, Fire Strike e Kamboja

## Videografia
- 25 Years Thrashing Heads (2013)